# のの湯
『のの湯』（ののゆ）は、原作・久住昌之、作画・釣巻和による日本の漫画。秋田書店の『もっと!』と『Champion タップ!』誌上で2014年から2018年にかけて連載された。その後、『日々のの湯』（ひびののゆ）が、『Eleganceイブ』（同社刊）にて、2018年6月号から2019年5月号まで連載していた。
銭湯が好きな浅草の人力車車夫・鮫島野乃を中心とする女子3人組が、さまざまな人と出会いつつ近隣の銭湯を訪れて堪能する姿を描く。
2019年4月期からBS12 トゥエルビにおいて実写ドラマ化された。

## 登場人物

### 湯気荘
古いたたずまいのアパートで、風呂なし、共同トイレ。家賃四万円、六畳一間である。湯気千夜子が銭湯と一緒に経営している。
鮫島 野乃（さめじま のの）
演 - 奈緒（テレビドラマ版）
本作の主人公。浅草で人力車の車夫をしている。地元の下宿屋「湯気荘」で入居者募集を知り、応募する。ルームバス（内風呂）はないが、銭湯が経営していることから…銭湯は入り放題。銭湯が好きな彼女はそのまま入居する。
湯気 岫子（ゆげ くきこ）
演 - 都丸紗也華（テレビドラマ版）
湯気荘の大家の孫娘。専門学校生、潔癖症だが動物好き。意外と世話好きだが、自覚していない一人っ子。
アリッサ リベラ
演 - 高橋ユウ（テレビドラマ版）
湯気荘に住む留学生。日本文化に造詣が深いが、大概の外国人女性みたいに裸を他人に見せるのに抵抗がある。
湯気 千夜子（ゆげ ちやこ）
演 - 根岸季衣（テレビドラマ版）
湯気荘の大家で、岫子の祖母。ちゃきちゃきの江戸っ子で、お酒好き。
湯気 凛子（ゆげ りんこ）
演 - 片岡礼子 （テレビドラマ版）
岫子の母親。
湯気 進一（ゆげ しんいち）
演 - 川瀬陽太 （テレビドラマ版）
岫子の父親。

### その他
野乃が働く人力車の事業者「時代屋」などの人物。
榊 太助（さかき たすけ）
演 - 福山翔大（テレビドラマ版）
野乃の車夫仲間。
白倉 一献（しらくら いっこん）
演 - 中村優一（テレビドラマ版）
野乃の兄。野乃を心配している。
菊池信吾（きくち しんご）
演 - 水石亜飛夢（テレビドラマ版）
野乃の車夫仲間・その他
演 同僚・佐吉…宮澤佑など

## 書誌情報
- 原作・久住昌之、作画・釣巻和『のの湯』 秋田書店〈少年チャンピオンコミックス・タップ!〉、全3巻（2019年3月18日現在）
  1. 2015年6月8日発売、ISBN 978-4-253-13156-8
  2. 2016年5月6日発売、ISBN 978-4-253-13157-5
  3. 2019年3月18日発売、ISBN 978-4-253-13158-2

## テレビドラマ
BS12 トゥエルビにて2019年4月14日から6月23日まで放送されていた。全11話。主演は奈緒。
dTVチャンネルおよびひかりTVでは4月6日から先行配信された。
劇中では毎回東京都内から近郊の個性派の銭湯が紹介される。

### キャスト
- 鮫島野乃 - 奈緒
- 湯毛岫子 - 都丸紗也華
- アリッサ・リベラ - 高橋ユウ
- 湯毛千夜子 - 根岸季衣
- 榊汰助 - 福山翔大
- 菊池信吾 - 水石亜飛夢
- ツル - 松本潤子
- 白倉一献 - 中村優一
- 湯毛凛子 - 片岡礼子
- 湯毛進一 - 川瀬陽太
- 佐藤先輩 - カトウシンスケ
- 佐吉 - 宮澤佑
- 國松 - 牧亮佑

### スタッフ
- 原作 - 釣巻和（著）、久住昌之（原案協力）『のの湯』（秋田書店『Souffle』連載）
- 監督 - 平波亘など
- 音楽 - スクリーントーンズ&QUSDAMA - 作曲・編曲・演奏
- 主題歌 - 図鑑「ゆら、ゆら、ゆら」（Up Rise）[7]
- 製作著作 - 「のの湯」製作委員会（BS12 トゥエルビ、TBSグロウディア、ポニーキャニオン、ひかりTV、キュー・テックなど）

### 放送日程
| 放送回 | 放送日  | サブタイトル | ラテ欄 | 監督     | 銭湯紹介                                                           |
| ------ | ------- | ------------ | ------ | -------- | ------------------------------------------------------------------ |
| 第1わ  | 4月14日 |              |        | 宝来忠昭 | 栄湯（東京都台東区日本堤1-4-5） タカラ湯（東京足立区千住元町27-1） |
| 第2わ  | 4月21日 |              |        | 宝来忠昭 | 寿湯（東京都台東区東上野5-4-17）                                   |
| 第3わ  | 4月28日 |              |        | 平波亘   | 燕湯（東京都台東区上野3-14-5）                                     |
| 第4わ  | 5月05日 |              |        | 宝来忠昭 | 竹の湯（東京都港区南麻布1-15-12） 栄湯（東京都台東区日本堤1-4-5）  |
| 第5わ  | 5月12日 |              |        | 宝来忠昭 | 薬師湯（東京都墨田区向島3-46-10）                                  |
| 第6わ  | 5月19日 |              |        | 平波亘   | 大塚記念湯（東京都豊島区南大塚3-38-15）                            |
| 第7わ  | 5月26日 |              |        | 平波亘   | クアパレス（千葉県船橋市薬円台4-20-9）                             |
| 第8わ  | 6月02日 |              |        | 宝来忠昭 | 松の湯(奥沢)（東京都世田谷区奥沢4-24-2）                           |
| 第9わ  | 6月09日 |              |        | 宝来忠昭 | 天狗湯（東京都杉並区西荻南1-21-4）                                 |
| 第10わ | 6月16日 |              |        | 宝来忠昭 | 玉川の湯(金魚湯)（栃木県栃木市室町3-14）                           |
| 第11わ | 6月23日 |              |        | 平波亘   | 平和湯（東京都北区神谷3-41-13）                                    |

### 放送局
| 放送期間                  | 放送時間                       | 放送局             | 対象地域   | 備考     |
| ------------------------- | ------------------------------ | ------------------ | ---------- | -------- |
| 2019年04月14日 - 06月23日 | 日曜 19:00 - 19:30             | BS12 トゥエルビ    | 全国放送   | 製作参加 |
| 2019年04月29日 - 07月09日 | 火曜 01:10 - 01:40（月曜深夜） | チューリップテレビ | 富山県     |          |
| 2019年05月07日 - 07月23日 | 火曜 01:25 - 01:55（月曜深夜） | RKB毎日放送        | 福岡県     |          |
| 2019年06月21日 - 08月30日 | 金曜 01:29 - 01:59（木曜深夜） | CBCテレビ          | 中京広域圏 |          |
| 2019年07月02日 - 09月10日 | 火曜 23:00 - 23:30             | テレビ神奈川       | 神奈川県   |          |
| 2019年07月06日 - 09月14日 | 土曜 00:50 - 01:20（金曜深夜） | 長崎放送           | 長崎県     |          |
| 2019年08月20日 - 11月05日 | 火曜 00:55 - 01:25（月曜深夜） | 青森テレビ         | 青森県     |          |
| 2019年11月06日 - 11月20日 | 月曜 - 金曜 13:00 -13:30       | 群馬テレビ         | 群馬県     |          |
| 2020年01月09日 - 03月19日 | 木曜 01:00 - 01:30（水曜深夜） | テレビ大阪         | 大阪府     |          |
| 2020年04月20日 - 06月29日 | 月曜 11:00 - 11:30             | テレビユー山形     | 山形県     |          |
| 2020年10月02日 -          | 金曜 10:55 - 11:25             | 秋田放送           | 秋田県     |          |
| 2020年10月04日 -          | 日曜 01:28 - 01:58（土曜深夜） | 中国放送           | 広島県     |          |
| 2021年8月024日 -          | 月曜 - 金曜 015:15 - 015:45    | 仙台放送           | 宮城県     |          |

### 関連番組
- ドラマ「のの湯」放送直前スペシャル（2019年4月7日 19:00 - 19:30、BS12 トゥエルビ）

### スピンオフ
『のの湯 男湯編』と題し、野乃の兄・白倉一献（演：中村優一）を主人公としたオリジナルストーリーによるスピンオフが、dTVチャンネルにて2019年4月21日の23時30分から、ひかりTVにて4月22日の0時から配信されている。

#### キャスト（スピンオフ）
- 中村優一
- 宮澤佑
- 牧亮祐